# Euryglossula fultoni
Euryglossula fultoni är en biart som först beskrevs av Cockerell 1913.  Euryglossula fultoni ingår i släktet Euryglossula och familjen korttungebin. Inga underarter finns listade i Catalogue of Life.

## Bildgalleri

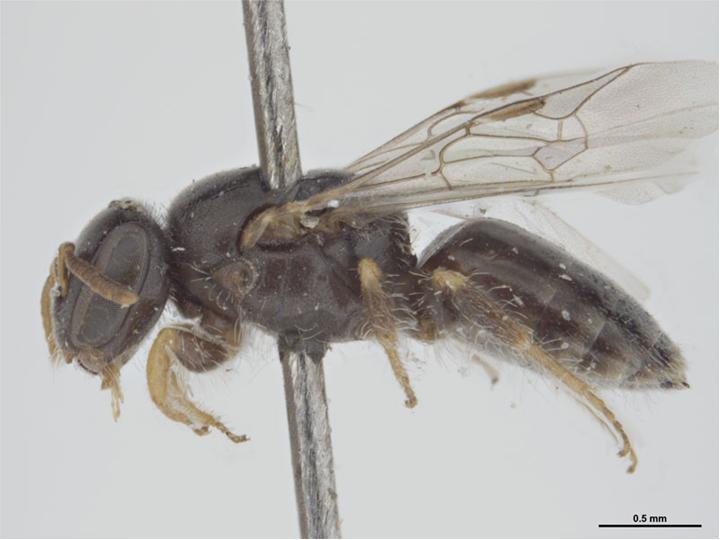
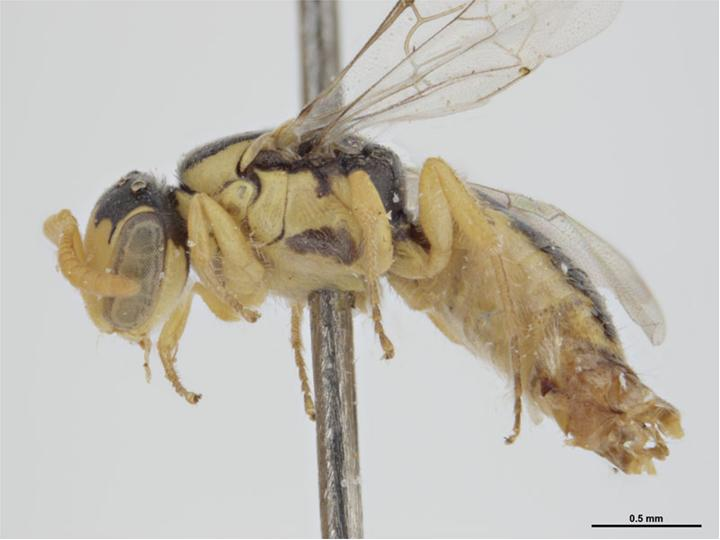